# Тиняково (Вологодская область)
Тиняково — деревня в Бабаевском районе Вологодской области.
Входит в состав Санинского сельского поселения (с 1 января 2006 года по 13 апреля 2009 года входила в Волковское сельское поселение), с точки зрения административно-территориального деления — в Волковский сельсовет.
Расстояние до районного центра Бабаево по автодороге — 47 км, до центра муниципального образования деревни Санинская  по прямой — 15 км. Ближайшие населённые пункты — Александровская, Волкова, Пожарище.
По переписи 2002 года население — 15 человек.